# 陶淑菊
陶淑菊（1962年3月—）。女，蒙古族，内蒙古通辽科爾沁右翼前旗人，中华人民共和国政治人物。中央党校经济管理专业毕业，研究生学历。中央民族学院物理专业本科毕业。

## 生平
1983年加入中国共产党，同年7月参加工作，任中共内蒙古自治区包头市市委办公室干部。1985年10月，任中共包头市市委办公室秘书科副科长。1989年5月，任共青团包头市委副书记。1994年9月，任中共包头市青山区区委副书记。1999年2月，任包头市妇联主席、党组书记。2001年9月，任中共内蒙古自治区赤峰市委常委、宣传部部长。2005年3月，任中共赤峰市委常委、组织部部长。2007年11月，任中共赤峰市市委副书记。2010年4月，任中共内蒙古自治区锡林郭勒盟盟委委员、二连浩特市委书记。2011年3月，任中共乌兰察布市委副书记、代市长，2012年1月当选乌兰察布市市长。
2013年，被选为第十二届全国人民代表大会内蒙古地区代表。因涉嫌严重违纪，2016年6月17日，内蒙古自治区第十二届人大常委会第二十三次会议决定接受其辞去第十二届全国人民代表大会代表职务。
2016年4月28日，中纪委网站宣布，陶淑菊涉嫌严重违纪，目前正在接受组织调查。
2018年2月1日，内蒙古自治区巴彦淖尔市中级人民法院公开宣判乌兰察布市原市委副书记、政府市长陶淑菊涉嫌受贿犯罪案，一审判处陶淑菊有期徒刑12年，并处罚金人民币200万元。